# Kabupaten Wonogiri
Kabupaten Wonogiri är ett kabupaten i Indonesien.   Det ligger i provinsen Jawa Tengah, i den västra delen av landet, 500 km öster om huvudstaden Jakarta. Antalet invånare är 965 516.